# Joppe
Joppe est un village néerlandais situé dans la commune de Lochem, en province de Gueldre. Au 1er janvier 2021, il compte 435 habitants. Le village de Joppe se trouve au nord-est de Gorssel, auquel il est relié par la l'avenue de Joppe (Joppelaan).

## Histoire
Joppe est traversé par la ligne de chemin de fer de Leeuwarden à Arnhem (Staatslijn A) entre les gares de Deventer et Zutphen. En 1865, la gare de Joppe ouvre ses portes aux voyageurs, peu après renommée en gare de Gorssel. Elle ferme en 1938. De 1885 à 1931, Joppe est également desservi par la ligne de tramway de Deventer à Borculo, de la Geldersch-Overijsselsche Stoomtram Maatschappij (GOSM).